# Xalpatláhuac
Xalpatláhuac é uma cidade do estado de Guerrero, no México.

## Demografia
O censo populacional de 2000 estimou uma população de 11,687 habitantes, sendo 6,348 mulheres e 5,378 homens.